# 골든 카무이
골든 카무이(일본어: ゴールデンカムイ)는 노다 사토루의 일본 만화와 이를 원작으로 하는 일본 애니메이션이다.
골든은 영어로 금을 의미하고 카무이는 신(神)을 의미하는 아이누어이다.
러일 전쟁이 종결된 직후인 1905년의 홋카이도를 배경으로 퇴역 군인 스기모토와 아이누 소녀 아시리파가 황금을 찾아 홋카이도 각지를 (더 나아가 가라후토를) 배회하는 이야기이다.

## 등장 인물

### 주역
- 스기모토 사이치(杉元佐一)

현재는 퇴역 군인. 러일 전쟁 당시 뤼순 공방전 203 고지 공격에서 저돌적이고 광란적으로 싸워 '불사신 스기모토'로 통용되었다.
- 아시리파(アシㇼパ)

아이누 소녀. 야생 동물의 기습을 받은 스기모토를 구조한다. 요리를 잘 한다.
- 시라이시 요시타케(白石由竹)

### 탈옥수
- 달걀귀신
- 고토(後藤)
- 오타루에서 미행한 자

#### 히지카타 세력
- 히지카타 도시조(土方歳三)
- 나가쿠라 신파치(永倉新八)
- 우시야마 타츠우마(牛山辰馬)

### 홋카이도 제7사단
러일 전쟁 당시 뤼순 공방전의 203 고지 공격에서 주력(主力)을 형성함으로써 육군의 최정예 부대로 통용되었다. 별명은 북진(北鎭) 부대.
- 츠루미(鶴見) 중위
- 츠키시마(月島) 상사
- 니카이도 코헤이(二階堂浩平)

#### 오가타 세력
- 오가타 하쿠노스케(尾形百之助)

### 아이누족
- 후치(フチ)

아시리파의 외할머니.
- 오소마(オソマ)
- 마카낫쿠루(マカナックル)

아시리파의 외숙부.
- 인카라맛(インカㇻマッ)
- 치카파시(チカパシ)
- 키로란케(キロランケ)

우이루쿠와는 막역지우.
- 우이루쿠(ウイルク)

아시리파의 아버지. 폴란드인 아버지와 아이누 어머니 소생의 혼혈.
- 에노노카(エノノカ)

가라후토의 아이누 소녀.

### 동물
- 레타라(レタㇻ)

에조 늑대. 아시리파가 길렀는데 일단 아시리파를 떠났으나 필요할 때 아시리파를 찾아와 도와주곤 함.